# オヤマ! 菊之助
『オヤマ! 菊之助』（オヤマ! きくのすけ）は、瀬口たかひろによる日本の漫画。秋田書店刊行『週刊少年チャンピオン』にて、1996年20号から2001年30号まで連載された。サブタイトルは『THE HIGH SCHOOL LOVE2 COMEDY』で、単行本第1巻のみサブタイトルが『学園ラブラブ・コメディー』と書かれている。単行本は全25巻。1997年にはドラマCD化された。
続編となる『オヤマ!キクノスケさん』が『ヤングチャンピオン烈』にて2016年11号から2018年4号まで連載。

## 概要
名門女子校「黒髪学園」に女形の勉強という名目でやって来た主人公の藤井菊之助が次々とトラブルを巻き起こす学園コメディ。
当時の少年誌としてはかなり過激な性描写があり、女子高生（15〜18歳）の乳首や下着の露出はおろか、愛液を垂れ流す様子や完全に見える寸前の女性器も頻繁に描かれた。
続編の『キクノスケさん』は青年誌での連載に変わったり、登場人物が主に成年女性になったりしたせいか、完全ではないものもあるが性行為、男性器、射精、潮吹きなどの様子もある。
登場する女性キャラクターは女子高生のみならず、外国人や様々な職業に就く成人女性も存在した。レギュラー化する女性キャラクターは稀で、ほとんどのキャラクターは1話限りの「主演」となり、以後は出番があってもモブ扱いとなることが大半であった。
2009年11月19日発売の『週刊少年チャンピオン』51号で、「創刊40周年記念名作読み切りシリーズ」として読み切り掲載された。

## あらすじ

### 黒髪編（第1話から第166話まで）
歌舞伎の名門・藤井一座の跡取り、藤井菊之助は、父親の命により巨大女子校・黒髪学園に編入することになった。
目的は女子生徒たちと身近に接し過ごすことによって女形の技術に更なる磨きをかけるというもの。しかし、筋金入りのスケベの菊之助、女子校でただ修行のためだけに過ごすことができようはずもない。度々トラブルを巻き起こすこととなる。

### 健軍編（第167話から最終話）
黒髪学園を去らねばならなくなった菊之助。次に目指すは田舎町にある健軍女子高校。学校に向かう道すがらさっそく美少女と知り合い前途洋々の菊之助であったが、健軍女子高校でも数多くの騒動と美少女が待ち構えているのだった。

### オヤマ!キクノスケさん
前作から18年後、菊之助はあおいと結婚するが行方不明になっていた。キクノスケは黒髪歌劇団の門を叩く。時系列は18話の時点で2017年となっている。

## 登場人物
単行本の紹介では、「今回の被害者達」と記載。

### 主要人物
藤井 菊之助（ふじい きくのすけ）
主人公。名門歌舞伎一座の跡取り息子。3年生。
物腰穏やかで礼儀正しく、女性に対しては常にレディーファーストで接し、困っている女性を放っておけない好青年。一方で芸事に対する情熱やプライドは高く、歌舞伎を侮辱されたり冒涜に等しい行為をされたりすると怒る。
身体能力が高く、頭の回転も早く機転が利く。外国語も話すこともでき、腹話術も習得しているなど多芸。弱点は泳げないこと。
筋金入りのスケベな性格で、下着泥棒や覗きの常習犯。口八丁手八丁で多くの女性に手を出し、持ち前の技術で絶頂させることもしばしば。最後はほぼ必ずあおいに見つかりお仕置きされるのが序盤のお約束となっていた。以前に転入していた学校でも多くの女子生徒を手にかけており、男子生徒から相当な恨みを買っていた様子。また、手にかけた生徒は「全校美少女極秘ファイル」という自作のファイルを作成して記録している（2巻の時点でバージョン3）。
着物を日常的に着用しており清潔感のある外見だが、自室は非常に散らかっており汚い。また、エロ本を大量購入して金欠になるなど、私生活はだらしない様子。
下着は褌派。規格外の巨根の持ち主で、意図的に勃起させることで危機を脱することもあった。
全寮制女子校である黒髪学園では男子生徒の入寮は想定されておらず、菊之助には物置として使われていた空き部屋が宛がわれている。健軍女子高校では当初屋上に住み着いていたが、遙日たちに追い出されてからは河原に住んでいる。
あおいに対しては好意を抱いているような素振りもある。あおいとは勘違いで兄妹、健軍編終盤で本当は従兄妹だったことが判明する。
人気投票では2位。
続編の『キクノスケさん』ではあおいと結婚してキクノスケの父となるが、当初記憶喪失となっている。団員にはパパと呼ばれ、黒髪歌劇団をまとめている。
時巻 あおい（ときまき あおい）→藤井 あおい（ふじい あおい）
風紀委員長として学園の秩序を守るため、菊之助を追い続ける。3年生。ショートカットの髪型と凛々しい性格で生徒から人気があるが、同時に風紀番長などとも呼ばれ、畏怖の対象ともなっている。生徒からの人望も高いが、その少し断行的な性格に対する生徒の不満を煽るという生徒会の策謀により、五十鈴にすら離反され孤立したことがある。やや頭が固く、思い込みも強い。
常に竹刀を携帯している。鍋奉行。純情硬派で恋愛には奥手。菊之助に対しては邪魔だと思いつつも放っておくことができず、さりとて素直に接することもできずにいる。
元々は剣道の特待生であり、菊之助を竹刀でお仕置きするというのが黒髪編の基本的なオチになっていた。胸は小さい。幼くして母を亡くしている。父は不明だったが、黒髪編終盤で菊右衛門の兄・菊五郎が父であることが判明する。黒髪編では第1話からほぼ全話に登場。
人気投票では1位。ヒロインであるため菊之助からはもちろん、その他のキャラクターも含め受けた性的被害は相当に多かった。
続編の『キクノスケさん』では菊之助と結婚してキクノスケを産んでいる。大運動会ではザ・ケンドーとして登場し、キクノスケを勝たせるために戦う。
河原 五十鈴（かわはら いすず）
風紀委員。2年生。あおいの後輩。おとなしい性格でやや天然ボケ。実家が鉄道やホテルを経営する資産家のお嬢様で、あおいのことを「お姉さま」と呼んで慕っている。
菊之助に好意を持っているが、自身の不器用さとあおいの手前もあってか成就させることはできなかった。お人好しで騙されやすく、また騙されたことに気が付くこともないため、性的被害を受けた回数は多く、第1話では全裸で緊縛された。
続編の『キクノスケさん』では35歳となっている。未婚だが婚約者がいる。大運動会ではザ・メガネとして登場し、キクノスケを勝たせるためにあおいと共闘する。黒髪タワーを登る際、藻でぬるぬるの状態で菊之助のホールドをこすって射精させた（年齢や性経験が成せる技か、後述の健軍の生徒と異なり五十鈴本人は絶頂はしていない）。
人気投票では圏外。
天野 芽美（あまの めぐみ）
調理部。3年生。幼い言動と容姿ながらプロ級の調理技術とセンスを持つ。自らを「めぐたん」と自称し、周りからもそう呼ばれている。放り上げた食材を空中で切り刻んで調理することができ、また独力で自らを女体盛りにすることも可能。
その特技から料理や食べ物に関するエピソードに登場することが多く、ほぼレギュラーとして頻繁に登場した。
連載中盤で行った読者人気投票では4位。初登場は第4話。
続編の『キクノスケさん』では国際栄養士として活躍し、メジャーリーガーも担当している。講義のステージ上で、コブクロまで到達するキクノスケのゴッドファーザーで絶頂する。シロコロは未経験なのか拒否した。
時巻 くるみ（ときまき くるみ）
あおいの姉。ストリッパーを生業にしている。あおいとは正反対の自堕落でいい加減な性格をしているが、妹思いで信義に篤い面を見せることもある。数十話に1回ペース程度で登場し、あおいを面倒事に巻き込んだり困惑させたりするような役回り。性に対してオープンで、そういった面では菊之助と意気投合している。初登場は第7話。
人気投票では3位。
森川 美奈子（もりかわ みなこ）
風紀委員。1年生。直情果敢で威圧的な雰囲気。風紀委員としての仕事も熱心に取り組むなど、実質的にあおいの後継者（五十鈴が不甲斐なさすぎるため）となりうる逸材だが、実は黒髪最大のレディース「怨呪会留（エンジェル）」の総長でもある。菊之助との根性試しに敗れて更生する。それから菊之助に惚れ込み、以後は「菊サマ」と呼んで明確な好意を示すようになった。
上下関係には気を遣っているようで、上級生に対しては「○○先輩」と呼びかけ、敬語で話す。
準レギュラーなので、初登場以降も定期的に性的被害に逢うことが多かった。初登場は第48話。
紀乃 式部（きの しきぶ）
黒髪学園生徒会長。生徒会長の存在は連載初期から明かされていたが、ハッキリとした姿や名称を表したのは中盤からである。また、それまで学園の大半の生徒たちは生徒会長の素性や素顔を知らなかったようである。長髪に縦ロール、マントにフランス近衛兵風の制服を纏い、登場する際には白馬に乗って現れる。菊之助の対処に悩むあおいの心の隙を突いて巧みに籠絡するほどの美貌と策謀の持ち主である。あおい、みかん、かすみなど彼に責められた女性は、一律いいなりとなってしまうなど、女性を征服させる素質に富んでいた。
それまでは部下である生徒会に執政を任せていたが、その不甲斐なさから自ら陣頭指揮を執り、学園を本格的に支配しようと画策。あおいを性的に責め上げて手なずけ、因縁深い菊之助には性格が変わる秘薬を盛って無力化に成功する。しかし思い直したあおいが造反し、計画は水泡に帰した。以後は生徒会長の座にありながら実質的に失脚し、コメディ担当の準レギュラーとして登場するようになる。
菊之助の従兄弟であり、実は芸を同じにする女形（男性）だったことが事後に発覚する。これは秘薬を用いた擬似的な性転換によるもので、準レギュラー化してからは格好こそ従来通りだが、完全な男性として振る舞うようになった。菊之助に匹敵するほどのスケベで、菊之助とは敵意を抱きつつも利害（主にスケベ方面）が一致すると見事な団結力を示すことがある。シスコン気味で、頼れる姉のようなあおいに惚れている。健軍編終盤で、実はあおいと異母兄妹だったことが判明する。初登場は第72話。
続編の『キクノスケさん』では黒髪歌劇団を経営している。
名良橋 かすみ（ならはし かすみ）
生徒会。3年生。生徒会長に絶対の忠誠を誓う生徒会ナンバー2。非常に暴力的で腕っ節が強く、「人間凶器」と呼ばれ、まともな状況ではあおいですら敵わない。武器を使用した格闘を軽蔑し、己の肉体を極限にまで高めた徒手空拳で戦うことを信念にしている。
首にマフラーを巻き、素肌に直接ブレザーを着ているが、顔立ちは長髪のお嬢様系で、夏服や体操着などは一般生徒と同じ服装を着用する。
登場当初は菊之助たちの前に立ち塞がる敵であったが、和解した後は準レギュラーとして頻繁に登場する。菊之助やあおいに対しては終始態度を軟化させることはなかったものの、一目置いているようである。乱暴者だが純情で、他人の助言などを聞き入れるなど素直なところもある。モブキャラクターとして第9話で初登場しており（キャラクターデザインは本登場時と異なる）、明確な個性を持って登場したのは第74話から。
三沢 理奈（みさわ りな）
健軍女子高校3年生。ニックネームはサワリナ。健軍女子高校を平和な学校へと改革するために菊之助とともに闘う。温厚で他人を癒す性格である。身体能力も高く、常に背中に背負っている竹箒を三節棍状に展開して自在に操ることができる。また、この竹箒三節棍は、内部に仕込まれているチェーンが相当な長さまで自在に伸縮するため、鞭や飛び道具のようにして用いることも可能。菊之助に対しては深い憧憬と信頼を寄せており、明確な好意を示している。胸の大きさはヒロイン内でも1、2を争う。健軍編のメインヒロインということもあり性的被害を受けた回数は多く、その内容も乳首にトライアングルを括りつけられ、振動によって乳首を刺激、最終的にノーパン状態で菊之助の顔に股間を押し付けて絶頂を迎える等過激なものが多かった。
続編の『キクノスケさん』でも登場し、親のいないサワリんとサワンナを育てた。大運動会ではサワリんに全裸で緊縛され、さらにきび団子で悶えるという過激なシーンがある。
三沢 ルナ（みさわ ルナ）
理菜の双子の妹であり、健軍女子高の理事長。通称はサワルナ・理事長先生。非常にサディスティックな性格と外見で、理菜とは正反対の性格。自身の声の音域を自在に操ることにより、超音波や超低周波で物体を破壊したり人間を傷害することができるという能力を持つ。
後に失脚し幽閉の憂き目に遭うが、その際に悟りのような心境に達し、菊之助らと黒髪学園を救うための奇策を打つ。
作中においてかなりの実力者ということもあり性被害にあった回数は少ない、どころか菊之助を逆に昇天させていた（直前に菊之助から胸を責められて悶えていたが、感じていたのは芝居だったとも取れる描写であった）。終盤、闇サワリナと対決した際は乳首にヨーヨーを括り付けられ劣勢になるも最終的には逆転、闇サワリナを打ち負かした。初登場は第172話。

### 第1巻
理事長（りじちょう）
菊右衛門の頼みで自身が統括する黒髪学園に菊之助を編入させる。孫にみかんがおり、菊之助の編入を許可したのはみかんの我儘を更生させられる可能性を見出していた節があり、実際にみかんが更生した際には菊之助に大いに感謝していた。初登場は第1話。
白鳥 祐貴子（しらとり ゆきこ）
菊之助のクラスメートの1人で3年生。富豪の令嬢でプライドが高い。愛犬家であり、野良犬を飼おうとするがあおいに拒否される。その後、犬を助けるという名目で全裸にされ、犬耳と尻尾をつけられて散歩させられた後、犬に胸と股間を責められる。初登場は第2話。
白白（ぱいぱい）
中国からの留学生。3年生。拳法の達人で、中国の中林寺という場所で修行を積んだという。酔った状態でワカメ酒をさせられた。初登場は第3話。
桜坂 希（さくらざか のぞみ）
演劇部。歌舞伎をバカにしたことで、発表会の際に全裸で吊るされる。作中初めて乳首を出した人物。初登場は第5話。
的場 岬（まとば みさき）
水泳部。カットが激しく恥ずかしいということで、練習中は競泳水着ではなくスクール水着を着ている。溺れていた菊之助を人工呼吸で助ける。レース中、男の目が気になってタイムが伸び悩んでいたが、胸を露出して写真を撮られるなど観られる快感を菊之助の指導にて知り克服した。初登場は第6話。

### 第2巻
佐木乃 瞳（さきの ひとみ）
占い同好会。3年生。生徒会に目をつけられた菊之助に女難の相が出ていると占う。下着が見えそうなほど丈の短いワンピースを着ている。占いについて菊之助と対立した後にパンツを鑑賞され尻を揉まれた後、パンツを破られる。その状態で転倒してしまい、そのまま尻に頬ずりされ左胸を揉みしだかれた。その後占いを無視した菊之助に激怒し、菊之助を空高く殴り（蹴り）飛ばした。初登場は9話。
片桐 摩貴（かたぎり まき）
生徒会。3年生。菊之助にハニートラップをしかけて縛り上げるが、勃起で縄を切られて形勢逆転される。その後、くすぐり攻撃を受けた後に両乳首を責められて敗れる。童顔がコンプレックスでそれを隠していたが、諭され隠すのをやめる。その後、任務失敗により生徒会からムチ打ちなどの制裁を受ける。初登場は第10話。
広井 えりか（ひろい えりか）
映画研究会。胸は大人並みに豊かに発育している。他の部員や菊之助と映画の作風で対立する。海で溺れて意識が朦朧としている中で、水着を脱がされ露出した尻に直接オイルを塗りたくられた。続いてカニを下の水着の中に入れられ、女性器への刺激に体をのけぞらせて悶絶した後に水着を破られる。カニが本物ではないことを明かされると突然気絶し、丸見えの全裸(海水？で濡れた局部)を見られる。第12話のみの登場。
藤井 菊右衛門（ふじい きくえもん）
名門歌舞伎役者・5代目菊右衛門。菊之助の実父。
菊之助の父親だけあって女性に目が無く、かなりのスケベ親父である。しかし、菊之助と同様に芸事には厳格である。菊之助が女形修行として黒髪学園に編入してきたのも菊右衛門の差し金であり、あおいと菊之助が勘違いするような物言いをするなど、ある意味では諸悪の元凶。桃色視線という女性を強烈に魅了する「役者の色気」を放つことができる。初登場は第14話。
紀乃 夕紀子（きの ゆきこ）
藤井家の使用人。紀乃式部の姉。菊之助からは定期的に「オイタ」をされているようで、胸を揉まれたり乳首を吸われたりは茶飯事だった様子。第160話では呪いにかかった山本愛に襲われるが、逆に冷静に諭しながら責め返して感じさせるなど、やり手な側面も。初登場は第14話。
竜南 武蔵（たつなみ むさし）
生徒会。3年生。レズビアンでさくらと性的関係を持つ。ムチを武器とする。借り物競争の際、フンドシと引き換えにパンティを奪われノーパンになり、その際四つ這いで後ろから左胸を揉みしだかれる。その後突風でスカートがめくれ、公衆の面前で女性器を晒す。菊之助を退学させようとするが、最終的に和解し黒髪学園を退学してさくらと花屋を経営する。初登場は第14話。
弓削 さくら（ゆげ さくら）
生徒会。3年生。レズビアンで武蔵と性的関係を持つ。植物の香りを武器とする。菊之助を退学させようとするが、最終的に和解し黒髪学園を退学して武蔵と花屋を経営する。初登場は第14話。

### 第3巻
山本 愛（やまもと あい）
黒髪学園教師。眼鏡をかけた女性。昭和45年1月10日生まれ。26歳。血液型A型。
厳しい性格で、菊之助の態度や教師に名前で呼ぶことに対して叱っている。幽霊などの類を非常に苦手としており、克服と称して文化祭のお化け屋敷に目隠しで入れられ、こんにゃく越しに丸出しにされた胸を揉まれ、突き出した尻を舐められる。
第160話では家庭訪問した際に藤井家にまつわる呪いの手ぬぐいに触れたところ、自分を男だと思い込む。居合わせた夕紀子を押し倒すが、一物に見立ててパンティに仕込んだキュウリで逆に股間を責められた。
初登場は第23話。読者人気も高く、人気投票では5位。
坂本 由美子（さかもと ゆみこ）
3年生。実家は鮮魚店。無理なダイエットで拒食症になっていた。
空腹のあまりウナギの匂いに釣られ、菊之助の部屋の前で倒れていたところを介抱されるが、股間をかき回された挙げ句、中に指を入れられる。
163話ではひょんなことから「カリスマネコミミ女子高生」として人気が出るが、生放送の料理番組で裸にされ乳首を吸われて快感に悶える姿をお茶の間に晒した。初登場は第24話。
神代 米（こうじろ よね）
剣道部。2年生。武士のような口調で喋り、一人称は「拙者」。
あおいを剣道部に戻すために菊之助に果たし状を送りつけ学園から追い出そうとするが、主に乳首を吸われ摘まれ、股間も責められ返り討ちにされる。初登場は第25話。
黒川 貴之子（くろかわ きのこ）
科学部。3年生さまざまな実験を行っている。初登場は第26話。
田中 かんな（たなか かんな）
美術部。3年生。グラスを頭にかけ、へそ出しの改造制服を着用するなど校則違反をしており、菊之助と同様にあおいから目を付けられている。
自分の作品のモデルになればあおいの弱点を教えると言って菊之助に近づくが、歌舞伎を一切理解しておらず、肝心の作品も前衛的だったため、さすがの菊之助も怒りと呆れを見せていた。
菊之助の挑発に乗って逆にモデルになるが、「モデルは何をされても微動だにしない」と押し倒され、パンティを脱がされ胸を鷲掴みにされる。初登場は第27話。

### 第4巻
時巻 楓（ときまき かえで）
あおいとくるみのいとこ。あおいに好意を持つ美少年。初登場は第29話。
松下 美和（まつした みわ）
3年生。新聞部の部長だが、部員は彼女1人のみ。心霊写真を撮るために菊之助を連れて学園敷地内の森へ出向くが、霊を呼ぶためと胸と股間も責められる。結果的に心霊写真は撮れた様子。その後も定期的に出演し、127話では闇鍋の際に尻を晒しながら白鳥の飼い犬に身体を舐められた。初登場は第30話。
細井 美幸（ほそい みゆき）
3年生。売れっ子のアイドル。曲の出来に悩んでいる。上手く言いくるめられ自ら服を脱いだ際に乳首を吸われる。初登場は第31話。
梶原 恵子（かじわら けいこ）
3年生。学園始まって以来の才女と呼ばれている。日本史で菊之助に甘んじたことで勉強方法を聞きに来る。全身に日本史の答えを書かれ、舌先で乳首を責められる。初登場は第32話。
玉井 環（たまい たまき）
3年生。7歳まで猫に育てられた野生児。制服ではなく独自の服装をしている。発情期となり学園唯一の男である菊之助に迫り、我慢できなくなった菊之助に乳首を吸われる。初登場は第33話。
田原 綾乃（たはら あやの）
生徒会。菊之助追放を命じられた生徒会随一の策略家。ハニートラップで菊之助を陥れて籠絡し、来たるべき風紀委員長選に向けてあおいを孤立させ、風紀委員長の座から追い落とす算段だった。一旦は孤立無援となったあおいだったが、その人望を知る生徒たちが再び戻り、綾乃自身の油断や菊之助の怪我の功名もあって計画は失敗に終わる。初登場は第34話（厳密には第9話）。

### 第5巻
二条院 みかん（にじょういん みかん）
黒髪学園理事長の孫娘。脚を怪我し入院していたが、退院後も恐怖感からか立ち上がることができずにいた。脚が不自由であることと理事長の孫娘だということを盾に、周囲に無茶な要求をする我が儘ぶりで、口調も常に命令形である。
菊之助に後ろから胸を揉まれるなどされ、そのスケベ心から再び立つことができるようになったが、その後も車椅子に乗りっぱなしであった。120話では菊之助と式部に自身の身体を「麦」に例えられ、胸と尻を露出させられながらつま先や踵で股間と肛門を責められ、そのまま露出した尻を突き出した状態で果てた。初登場は第46話。
桜井 ようこ（さくらい ようこ）
3年生。歌手を目指し、ギターを買うために禁止されているアルバイトをしている。音楽の講釈のもと胸と乳首と股間を責められ、さらに菊之助は自分の股間を触らせた。第47話のみの登場。

### 第6巻
草原 紫苑（くさはら しおん）
3年生。暴力団・東山会草原組の組長の娘で、彼によって自宅軟禁される。あおいの指示によって菊之助が助け出し来たが父親に見つかりそうになる。ドアの陰に隠れた際、乳首を吸われたりまんぐり返しのような姿勢でお尻を責められるなどの性的被害を受けた。第49話のみの登場。
草原 権六（くさはら ごんろく）
暴力団・東山会草原組の組長。パンチパーマで顔に向こう傷があるなど、いかにもな風貌。教育熱心な性格で、「学園の風紀が乱れている」という噂を聞き、娘を自宅に軟禁する。大の巨人ファンで、得点すると上機嫌になるが、失点すると拳銃を乱射する危険な性癖を持つ。口癖は「怨怒利亜（おんどりゃ）ーッ（！！）」で、第49話および単行本6巻の冒頭でこのセリフを吐いている。
鷹城 真澄（たかしろ ますみ）
3年生。ソフトボール部の4番だが、死球が原因でスランプに陥る。球への恐怖を取り除くためにソフトボールを使ったボールプールに入り、その際に胸や股間をボールで刺激される。初登場は第50話。
姪浜 マリナ（めいのはま マリナ）
1年生。将来喫茶店を開くのが目標だが、内気過ぎる性格。菊之助から2度にわたって両胸を露出させられ背後からグニグニと揉みしだかれる。初登場は第51話。
伊藤 純（いとう じゅん）
漫画研究会。3年生。菊之助と五十鈴が漫画コンクールに出るために彼女に漫画を習う。筆で乳首を触られ、修正液で乳首や股間を塗られる。菊之助が誤魔化した漫画に激怒し、空高く殴り（蹴り）飛ばした。第52話のみの登場。
麻生 千里（あそう ちさと）
3年生。バレー部で身長が180センチあるのが悩み。窓から落ちかけた菊之助を救うため自身の長身を差し出したが、その結果故意か偶然か、胸と尻と股間を触られた。第53話のみの登場。
鈴成 直美（すずなり なおみ）
3年生。モデルに憧れていたが、身長が伸びず自殺しようとする。サプリメントを大量摂取してしまい、それを吐かせようとして逆さ吊りにされてくすぐられ、胸を揉まれている。第54話のみの登場。
野村 九十九（のむら つくも）
2年生。新体操部で五十鈴の友人。体重の増加に敏感。ダイエットを手伝うために菊之助とラップぐるぐる巻きになり、手ブラをされた状態で街中を走らされている。第55話のみの登場。
双葉 須恵（ふたば すえ）
3年生。バイク乗りの彼氏がいたが破局してしまい、失恋のショックを忘れるために記憶を失い幼児退行した。
バイクの振動に見立てた電気あんまで股間を責められてしまい、その刺激の虜になってしまった模様。第56話のみの登場。
瀬戸内 海（せとうち うみ）
3年生。カナヅチで泳げない。名前は水族館で働く父がつけた。泳げるようにと指導の名目でジェットバスで股間を刺激され、アヒルのおもちゃで肛門を突かれる。第57話のみの登場。
苺谷 桃子（いちごだに ももこ）
3年生。ボランティアでアトラクションヒロイン「プリティストロベリー」を演じている。いわゆる変身魔女っ子モノらしく、変身中は完璧に役に成り切っているが、単なるコスプレイヤーに留まることなく普段から正義と善行を心がけている。イチゴ柄の下着を愛用し、それを貶されると怒りゲージがMAXになり、「プリティストロベリー・バニー」に二段変身、必殺技「ストロベリッシュ・バニー・オン・ザ・ムーン」を発動することができる。胸は人一倍小さいらしい。痴漢を扮して後ろからパンティの中に手を入れられ、本人曰く「そんなとこまで」触られている。初登場は第58話。

### 第7巻
岡田 新（おかだ あらた）
大食いに命を懸けているボーイッシュな少女で、最初は男のフリをしていた。超特盛超大辛カレーに挑むもあまりの辛さに敗北してしまい、通りかかった菊之助に特訓を頼み込む。
ヨガと称して四肢を固められ、身動きできない状態で股間を足や唐辛子をくるんだタオルなどで擦り上げられる。その後は辛さで快感を感じるようになり、激辛カレーのリベンジに成功する。第59話のみの登場。
風前 灯（かぜまえ あかり）
故人。黒髪学園の生徒だったが、10年前に事故で死亡。大人の下着をつけたくて彷徨っていたが、菊之助の灯の体に触りたいという念によって実体化し、菊之助とのやりとりで満足し成仏する。第60話のみの登場。
一色 緑（いっしき みどり）
プロ雀士を目指している少女。パイパンにコンプレックスを持っており、雀牌の白を見ると嘔吐するため勝負にならなくなっていた。
背中から豆腐を入れられ、豆腐ごと股間を舐められる。その後、白を見ても嘔吐しなくなる。第62話のみの登場。
メアリー・サンダース
アメリカからの留学生。3年生。日本の文化に馴染もうとせず、校則違反を続けるため、あおいも手を焼いている。
五十鈴の「毒をもって毒を制す」という提案で矯正を任された菊之助に納豆を頭から被せられ、乳首を吸われ全身を愛撫される。
その後は校則を守るようになったものの、納豆をコミュニケーションの手段として他人の体につけるようになった。第63話のみの登場。
堀井 京子（ほりい きょうこ）
銀行強盗犯。犯罪で大物に成り上がろうと目論んでおり、菊之助を人質に黒髪学園寮に立てこもる。菊之助も大物と称賛する豊満なバストの持ち主。
ロシアンルーレット野球拳を挑まれ、股間を銃口で責められる。最後は大声に驚いて下半身丸出しで気絶し、さらに失禁した。第64話のみの登場。
水前寺 そら（すいぜんじ そら）
転校生。体が弱く黒髪学園に来るまで学校に通ったことがない。あおいと友だちとなるために待ち合わせしていたが寝坊し、バスに乗ろうとしたがお金が無く走って向かおうとしたが迎えに来た菊之助と出会う。疲れたそらに菊之助が軟膏を塗ろうとしたところミミズに驚き転倒、その際、菊之助の中指の軟膏をそらの股間に塗ってしまい身悶えることとなる。ドラマCDにも登場。本編では第65話のみの登場。
春竹（はるたけ）
黒髪学園幼稚園の先生。教え子の園児たちによって菊之助を使ったイタズラに巻き込まれる。子供たちに転倒させられ気絶した状態で菊之助に引き合わされ、胸と乳首を責められて卵をかけられた。第66話のみの登場。
虹 徹子（にじ てつこ）
警察官。早朝に恋人と間違えて菊之助に手錠をかけ、鍵を探すという口実で乳首と股間を責められ、ジャンプした際に掴まれたパンツが股間と尻に食い込む。手錠を使ったSMプレイを好んでおり、恋人発見時に菊之助が「凶悪犯を追っている」と誤解させる原因にもなった。表紙ではストッキングを着用しているが、劇中では素足。第67話のみの登場。
毛瀬 美樹（もうせ みき）、関根 ミミ（せきね みみ）、赤谷 森魚（あかたに もりお）
生物部。部員を入れるための方法を菊之助に聞きに来る。その際赤谷は乳首を吸われ、関根は足を引っ張られた際に檻が股間に食い込み、毛瀬はランニングマシンから落ちた後に股間を噛まれる。第68話のみの登場。

### 第8巻
恵野 祥香（めぐみの しょうか）
防災に命を懸けている。地震発生機の揺れに乗じて責められ、その揺れが止まった際の落下物が頭にあたり気絶。菊之助に服を脱がされ胸を揉まれる。初登場は第69話。
春日 薫（かすが かおる）
人間離れした嗅覚をもつ。菊之助と嗅覚勝負となり勝負が長引いた影響で興奮して発情、菊之助に襲いかかり、その際に胸を揉まれ、乳首を吸われている。第70話のみの登場。
杉本 いぶき（すぎもと いぶき）
老人介護を熱心に学ぶが、空回りしている。老人の性質を教えるふりをした菊之助に胸を揉まれ乳首を吸われている。その後、ボランティアと称して菊之助と入浴し、水中でここをきれいにしてあげた。第71話のみの登場。

### 第9巻
桃子（ももこ）、栗子（くりこ）、柿子（かきこ）
紀乃式部親衛隊。髪を結んでいるのが桃子、ストレートヘアが栗子、髪を巻いているのが柿子。桃子はシャツを破られ、栗子は菊之助とぶつかって転んだ際にパックリ割れた部分を見られ、柿子は菊之助にスカートを脱がされた後に式部にパックリ裂けた部分を口で愛撫されているような描写がある。第84話のみの登場。
クララ
ホゲチョロ王国の王女。菊之助の提案で日本文化を学ぶために相撲をすることになったが、上半身は丸出しで組み合った際にまわしが食い込み、その後乳首を吸われる。帰国後は激太りした。第85話のみの登場。

### 第10巻
国立 富士美（くにたち ふじみ）
美術品ブローカー。黒髪学園にある「乙女の祈り」という像を買い取ろうとする。
乙女の祈りの作者国立富士美の娘であり、同像のモデル。母に苦労を負わせた父を嫌い、彼の美術品を全て買い叩こうとしている。
両足を縛られた後に挑発に乗ってしまい、水をかけられてからストッキングとパンティを降ろされ、像と同じポーズのまま乳首やおしりの割れ目を筆で責められる。第89話のみの登場。
土井 なる子（どい なるこ）
ミステリー研究会の自称名探偵。美術室で倒れていた菊之助を見て事件と断定し、勝手に捜査を始めるが、推理能力は低い。
身体検査に見立てて服を脱がされる際に胸を揉まれる、指紋を取る粉を全身にまぶされた後、股間やおしりの割れ目をブラシで検査される。まだ蒙古斑が消えていない。第90話のみの登場。
東郷 初子（とうごう はつこ）
黒髪学園の卒業生でグリーンベレー所属。母校を堕落しつつあるとみなし、軍隊方式のスパルタ特訓で改革しようとする。
夜に初子を撃退しようとした式部を返り討ちにして縛り上げるが、黒衣に扮して気配を消して侵入した菊之助に両手両足を縛られ、身動きできないところを胸を露わにされ、パンティを脱がされて全裸にされ、両胸を揉みしだかれながら乳首を吸われる。その際に股間にも指を入れられているような描写がある。(効果音：チュク)そのあとは股間を口で責められ、その一部始終を式部に見られた羞恥心から取り乱してしまいそのまま果てた。その後精神の未熟を痛感したのか、自身を鍛え直すために帰国する。これにはあおいも感謝した様子。第91話のみの登場。
幸楽 司（こうらく つかさ）
由美子のいとこで寿司屋の娘。魚を怖がっており、キャラメルやチョコレートで寿司を作るもののひどい見た目と味で、誰も食べてくれない様子。
かわいいもの好きで、かわいい寿司屋を作るのが夢。魚嫌いを克服させようとする菊之助にイクラに見立てられた乳首を吸われる。その後猿轡をされ、寿司に見立てて胸を責められ、全身にオイルを塗られて半裸で校内を引き回される。
環に襲われてなすがままにされ、マグロも悪くないと思うようになる。第92話のみの登場。
華柳 梢（はなやなぎ こずえ）
3年生。中盤で黒髪学園に編入してきた菊之助の許嫁。京都弁で喋る。華柳流日本舞踊の家元の子女で、女性的ではんなりとした物腰に反して傲慢で自信家。菊之助に対しても束縛するような愛情表現を示し、あおい他を単なる取り巻きのような目で見ることもある。着物の下に下着を履いていたことを咎められ、全裸で踊らされた挙句、変なところを触られたり、後ろから両胸を鷲掴みにされたりしている。
前髪を真一文字に切り揃えた、いわゆる姫カットで、眉毛が太い。初登場は第93話で、その後も準レギュラーとして登場する。
立川（たちかわ）
黒髪学園の養護教諭。年上の女の魅力で男子生徒を虜にするという夢を持っており、男子が二人しかいない黒髪学園での勤務に不満を持つ。女子校育ちのため、男性に免疫が無い。
風邪をひいた菊之助に大人の女性の魅力を見せようとするが、逆に主導権を握られ蜂蜜塗れになった全身を舐めつくされる。
第115話では黒髪学園中に蔓延したキノコを調べようと、あおいの股間に生えたキノコを口に含んで食べようとした。初登場は第94話。
照橋 冴子（てるはし さえこ）
自称超人類。娯楽室のテレビを長時間占領している。野球拳で敗れほぼ全裸にされ、バランスを崩した際に押し倒され乳首を吸われる。第96話のみの登場。
久石 萌奈（ひさいし もえな）
アイドルを目指すが、オーディションに落ち続けている。語尾は「なのだ」。奉仕の心を学ぶために菊之助の部屋を掃除していたが、コロコロにみたてられ転がされ、その際に絡まっていたロープが股間に食い込んでいる。第97話と一部のモブシーンのみの登場。
帯広 千歳（おびひろ ちとせ）
実家は牧場を経営し、動物を家族と思っている。北海道弁で話す。ホームシックから学園内で牛を飼育しているが、他の生徒から苦情が殺到している。
数少ない「加害者キャラ」であり、かすみを故郷の牛に見立て、困惑する彼女の乳首を搾乳と称して直接搾り始める。唐突に乳首を搾られ震えながら悶えるかすみを余所目に菊之助にも搾乳を促し（菊之助も珍しく困惑しながらも言われるがまま搾乳に参加した）、そのまま”コツ”を掴んだ菊之助と共に気が触れそうになるまで彼女の乳首を（一切の悪気なく）搾り上げ、果てさせた。その後羊の毛刈りに見立てて五十鈴の陰毛を剃毛するも、あおいに見つかり菊之助共々叱責を受ける。第98話のみの登場。

### 第11巻
旗持 まるこ（はたもち まるこ）
黒髪学園応援団団長。つば割れ制帽に長ランという昭和の応援団ルックが特徴で、一人称が「わし」と言葉遣いも男らしい。
代々伝わる必勝の大団旗をフランスW杯に靡かせるべく、脱走して渡仏しようとしたところを美奈子に捕まる。
サッカーの素晴らしさを全身で教えようと、菊之助と共に美奈子の胸や股間を責めあげた。第100話のみの登場。
椿 文子（つばき ふみこ）
予備校に通う受験生。Eメールを誤送信したあおいと仲良くなる。第101話のみの登場。
碇 恵子（いかり けいこ）
過剰に地球環境を意識し、黒髪学園関係者のエンジンのついた乗り物を人力に改造する。第102話のみの登場。
風子（ふうこ）
黒髪学園演劇部で坂希の後輩。「演技の上達のために嘘つきになれ」とアドバイスされたことを真に受け、中学時代の友人に「芸能人の彼氏がいる」と嘘を付いてしまい、菊之助に彼氏のフリを依頼する。
友人たちの前で必死に恋人同士の演技をする中で股間を責められるが、なんとか友人たちを信じさせることに成功する。しかし、友人たちが帰った後もそのまま股間を責められ絶頂した。第103話のみの登場。
お竜（おりゅう）
祭で的屋をしており、ズルい手で金を巻き上げている。第107話のみの登場。
河原五十鈴の父・母
リゾート事業を手掛ける大富豪。五十鈴を普通の子にしたいと願うが、2人とも世間と感覚がずれている。初登場は第108話。

### 第12巻
瀬賀 こなみ（せが こなみ）
3年生。ゲーム同好会所属。全国大会を前にゲームのやりすぎで極度の肩こりと頭痛を発症している。
貴之子が改造した低周波治療器での治療中に菊之助の操作ミスであおいと密着してしまい、股間に強力な振動を与えられてあおい共々悶える。第110話のみの登場。
江良 ゆりこ（えら ゆりこ）
3年生で菊之助のクラスメート。自らをエスパーと信じて訓練しており、菊之助のいたずらも拒むことなく受け入れる。第111話のみの登場。
小宮 真奈美（こみや まなみ）
3年生。病的なまでに食事マナーが悪いため、いつも一人で食事している。あまりのマナーの悪さに彼氏にフラれた経験もある様子。
マナーを教え込もうとする菊之助と芽美に女体盛りにされ、乳首を箸でつままれ、股間に溢れた醤油を舐められて絶頂する。第112話のみの登場。
小田 杏奈（おだ あんな）
バスガイドだが、車酔いする体質。第113話のみの登場。
長浜 とん子（ながはま とんこ）
3年生で菊之助のクラスメート。父が倒れた後ラーメン屋を切り盛りするが、経営は芳しくなく授業料を半年滞納している。第116話のみの登場。
猿渡 美樹（さるわたり みき）
1年生。ゴルフ部でレギュラーだが、実力が伴わないことで陰口を言われている。第118話のみの登場。

### 第13巻
お凛（おりん）
雇われの凄腕ギャンブラー。第119話のみの登場。
二上院みかんの父
外国で仕事をしており、あまり日本に帰ってこない。第120話のみの登場。
玉置 マリ子（たまおき マリこ）
ビリヤード部。部員が足りず廃部の危機に瀕したビリヤード部を救うべく菊之助に助っ人を依頼する。
白のパンティを手球に見立てて、キューで肛門を突かれる。第121話のみの登場。
島袋 琴子（しまぶくろ ことこ）
ビリヤード部。胸が大きく、キューで手玉と的球に見立てた両胸を突かれる。第121話のみの登場。
吉良マキ子（きら マキこ）、倫子（のりこ）、ひかり、その父親
父親の事業の失敗により貧乏暮らしを強いられている。最後は父の事業に再建のめどが立つ。第123から125話のみの登場。
コタツムリ
本名は不明。冬は炬燵がないと生活できないらしい。第126話のみの登場。
銚子 むろみ（ちょうし むろみ）
下着泥棒に悩んでいる。第128話のみの登場。

### 第14巻
ボニータ・ルイ
日本文化に堪能なブラジル人。サンバコンテストで優勝を狙うため、菊之助の褌を盗む。
胸にぶら下げた五円玉の催眠術で優勝を狙うことを菊之助から提案され、動きを解すためと胸を揉まれ乳首を責められる。
コンテスト当日は、振り回した五円玉で他の出場者を軒並みノックアウトさせて優勝する。第129話のみの登場。
フリントン
アメリカ大統領。職務などの悩みでホワイトハウスを抜け出してグランドキャニオンでバカンスをしていた。第130話のみの登場。
アン・シャーリィ
妄想癖のあるイギリス人の少女。髪の毛は黒いが、陰毛は赤毛らしい。第131話のみの登場。
クリス
スペイン人。闘牛士として伸び悩む恋人のベルモンテに頭を悩ませている。
ベルモンテを奮起させようと菊之助と闘牛ごっこをするが、うっかり転倒した結果、菊之助にパンティを晒してしまう。そのパンティを見て興奮した菊之助はクリスの股間に顔をつっこみ匂いを嗅ぐように擦り付け、さらに牛の角に見立てた指で彼女の両乳首を責め刺激した。最初は拒絶の姿勢を見せていたが、最終的には快感に抗えずに菊之助の行為に対して「気持ちいい」と受け入れてしまう。第133話のみの登場。
ベルモンテ
スペイン人。闘牛士としての素質はあるものの、牛に対して非情になれず伸び悩んでいる。
牛になりきってクリスの乳首を責め続ける菊之助を見て牛への怒りが爆発し、以降は牛に対して過剰なまでの闘争心をむき出しにするようになった。第133話のみの登場。
リンダ・ゲルトハイマー、エリザ・ゲルトハイマー
ソーセージ工場を経営するドイツ人の双子社長。18歳。二人共ソーセージをドイツ人の魂と言うほど愛しているが、お互い意見が合わず喧嘩ばかりしている。
姉妹共々菊之助に緊縛されて口にソーセージを突っ込まれ、股間にも挿入され、愛液と思われる汁が垂れている描写がある。第134話のみの登場。
エヴァ
イタリア人。ルチアーノのことが大好きだが、からかわれて心にも無い悪口を言ってしまった後悔から真実の口に噛み付いてもらおうとしていた。
菊之助お手製の真実の口の中に入れられ、そうとは知らないルチアーノに口内、胸、股間を手足で責められてしまい、最後は乳首を摘まれて反射的に彼の手を噛んでしまった。第136話のみの登場。
ルチアーノ
イタリア人のサッカー選手でポジションはゴールキーパー。目立ちたがりで失点が多い。第136話のみの登場。
セーラ・イライザ
オリエント急行で夫チャールズと新婚旅行中の新妻。気が強く、前時代的で非合理的（ナンセンス）なものを嫌う性格。
チャールズを愛しているものの、親同士が決めた政略結婚を非合理的なものとして受け入れることができず、素直になれないでいる。
チャールズとの仲を取り持とうとする菊之助に「非合理こそが贅の神髄」と説かれながら、アルプス山脈に例えて乳首を耳かきの梵天で責められた後、ドーバー海峡に例えてパンティを引っ張られ、女性器に大きく食い込む。他にも胸も揉まれるなど責められ続け、やがて快感に耐えられなくなり大きな嬌声を上げたがチャールズは廊下で泥酔して寝ていたため聞かれずに済んだ。第137話のみの登場。
チャールズ・イライザ
セーラの夫。温和だが気弱な性格。政略結婚に納得できないセーラに振り回されるが、彼女のことを心から愛している。
菊之助に自分の代わりに結婚指輪を渡してほしいと頼む。第137話のみの登場。
ブライミ
中東のワディ村周辺の過激派組織を束ねる女傑で、顔に大きな傷のある美女。
伝説の勇者の証である「聖者の剣」を抜いたと噂されており、密造酒を製造するワディ村の救世主に祭り上げられた菊之助と対峙する。
菊之助のペースに飲まれて胸を揉まれたり乳首を吸われたりするが、村中に充満した酒の匂いで酔っ払い、菊之助の聖者の剣を激しく上下に引っ張って抜くことに成功する。
戦い終わった菊之助はブライミの虜になり、一味に加わろうとしていた。第138話のみの登場。

### 第15巻
トトメス
エジプト文化高校考古学部部長。かなりの近眼。ピラミッドの謎を解明することに情熱を傾けており、メガネを買うお金があるなら部費に回すとさえ言い切る。
菊之助の腹話術で、人形にツタンカーメン本人が乗り移ったと信じてしまい、裸に剥かれて自身の胸をピラミッドに例えて激しく揉まれる。
「王の亡骸はピラミッドとピラミッドの谷間に埋まっている」と腕を自身の胸の谷間に突っ込まれ、「ピラミッドは母なるナイル川が永遠に潤うことを祈願した儀式」と勘違いする。絶頂に達した後、無理矢理口でツタンカーメンの掃除をさせられた。第139話のみの登場。
ハーン
エジプト文化高校考古学部部員。
トトメスに気があるようで、ツタンカーメンに扮した菊之助の責めに悶える彼女を見て興奮しつつも涙していた。第139話のみの登場。
ユナ・ボナン
アフリカの鳥獣保護区巡回員。動物に対しひとりよがりで歪んだ愛情を注いでおり、虐待に近い仕打ちをしてしまっている。
間違った愛情を注いでいることを伝えようとする菊之助と環の協力を得た動物たちに全身を愛撫されるが、全くめげていなかった。第140話のみの登場。
中中（チュンチュン）
白白の旧友。中林寺秘伝の焼売を食べて女性の胸や股間を豚まんや餃子に変える秘技を身に着け、白白に留学生選抜試験を受験できなかった復讐を果たそうとする。
白白に扮した菊之助に翻弄され自身の乳首と股間を焼売と餃子に変えてしまい、その後芽美に中華風女体盛りにされる。第142話のみの登場。
緑緑（リューリュー）
中中の後輩。第142話のみの登場。
石川 猿也（いしかわ えんや）
女形を目指している田舎から出てきた子供。くるみのお節介により、田舎に戻る。第143話のみの登場。
神無月 雪桜（かんなづき ゆきお）
旅館三善荘の女将。菊之助たちと年齢が近く、幼少時から女将となるための英才教育を受けており、修学旅行に行ったことがない。
修学旅行の楽しさを教えようとする菊之助と式部から枕投げを提案され、自身を枕代わりにされて抱きつかれ、100%天然脂肪おしゃぶりマクラと称して乳首を吸われる。第144話のみの登場。
古庄 虎鉄（ふるしょう こてつ）
輸入アンティーク雑貨の店密快堂の店長。関西弁を話し、伝統があるらしい虎の気ぐるみを着ている。
M気質であり、「年月を重ねたものに魂が宿ることが骨董の良さ」と語り、気ぐるみの魂を見せてほしいと頼み込む菊之助に尻や股間を打たせる。第145話のみの登場。
姪浜 マリン（めいのはま マリン）
喫茶店の店員。鬼頭と菊之助によって、いとこの姪浜マリナ共々霧吹きで尻に水をかけられるなどの性的被害を受ける。店のために耐えるも、結果には結びつかずセクハラを許してしまっただけとなった。第148話のみの登場。
鬼頭（きとう）
タウン誌の「シティ情報くろかみ」の編集者。マリンとマリナに記事にすること盾にセクハラをするが、その最中事故で重傷を負う。第148話のみの登場。

### 第16巻
沖田 圭一（おきた けいいち）
プリティ・ストロベリーと恋人になるためにボランティアに励む少年。初登場は第58話だが、名前が判明したのは第149話。
宗方 美沙（むなかた みさ）、かわい ゆかな、小泉 知美（こいずみ ともみ）
黒髪センター街販売促進ガールズ。宗方は武道具店、かわいはランジェリーショップ、小泉は書店の店員。菊之助を商店街の衰退の原因と推測する。第151話のみの登場。
組長（くみちょう）
黒髪組の組長。くるみにはオヤビンと呼ばれている。死期を悟り、最期に蛍が見たいと考え山に向かう。特に物語には絡まず、ただあおいが菊之助に股間を責められるだけの話となった。第152話のみの登場。
藤原（ふじわら）
あおいが小学生の時のクラスメート。番長気質。第154話のみの登場。
サルの合奏団
神かくしの山へキャンプに行った菊之助たちが遭遇したサルの一族。
高い知能と芸術を愛する心を持ち、自然を破壊する人間を憎んでいる。山を訪れた人間に猿酒を飲ませ、酔い潰れたところを襲っていた。
人間にも音楽の素質があると菊之助に説かれ、あおい、五十鈴、美奈子、めぐみの4人の体を楽器代わりに演奏するかのように責めあげた。
彼女らの胸を打楽器代わりに撥で打つ、うつ伏せや四つん這いにして無防備な状態の股間を弦楽器に見立て「なめらかな音」になるまで弓で擦る、尺八を強制的に咥えさせるなど、過激な手法で彼女たちを「演奏」した。
胸や股間を刺激することによって発生する直接の音よりも、その刺激や羞恥心によって彼女らが漏らした吐息や嬌声を音色とし、それらのハーモニーを音楽と認め、菊之助と共存の道を歩もうとするが、美奈子のロケット花火の不始末から山は全焼した。155話に登場。
星子 しいな（ほしこ しいな）
黒髪市長の娘。品行方正なお嬢様を装っているが、本性は自分の思い通りにならないと気に食わず怒り出すという親の威を借るわがまま娘。
菊之助に交際を申し出るが断られ、黒髪歌舞伎座を取り壊すという脅し文句で無理やり交際を迫る。その後清掃作業のどさくさに紛れ胸と股間、その後肛門を洗浄される。絶頂後尻を高く上げたまま放心した状態で物事の道理を説かれるも、特に響いていなかった様子。第156話のみの登場。
樹（いつき）
デザイナー志望。菊之助が下着を盗んだことが原因でパリ留学が取り消されるが、菊之助が体を張って、その権利を取り戻した。第157話のみの登場。
響 はるか（ひびき はるか）
世界的に有名なデザイナー。菊之助とのやりとりを経て、最後は樹の資質を認めた。下着にはこだわりがあるようで、相当な数を所有している。

### 第17巻
姫宮 ひかり（ひめみや ひかり）
黒髪学園に転入してきた体育教師。一見すると軟派な遊び人風だが、その実筋肉を信奉するボディビルダー。
健全な精神は健全な肉体に宿るを信条とし、黒髪学園の生徒を自分色に染め上げ筋肉質にしようと目論む。脂肪が弱点で、触れると蕁麻疹が出る。第161話のみの登場。
中務 唯（なかつかさ ゆい）
河原グループの会長秘書。「任務は全てに最優先」と言うほど職務に忠実。
火事で焼け落ちて新築された黒髪学園寮の案内中にセキュリティシステムが作動してしまい、菊之助共々トイレに逃げ込む。
菊之助を偽物と疑うが、本物は無類のスケベということを思い出し、本人と確認すべく密着した状態で胸を責められても耐え続ける。最後は電気ショックを受けても元気な菊之助の股間に本人であることを確信する。第164話のみの登場。
時巻 菜々子（ときまき ななこ）
あおいの母で、良家の子女。あおいを生んだ後は重い病気を抱えていたようで、すでに故人。
20年以上昔、許嫁がありながら菊五郎と恋仲にあり、交際を認めない父の静止を振り切り駆け落ちしようとまでしていた。
説得しようとした菊五郎に、ガムテープの前貼りをされて緊縛し吊るされた姿を見られ勘当される。その後は諸々の事情で彼と夫婦になることはなかった。初登場は154話だが、名前は第165話で登場。
川崎 優子（かわさき ゆうこ）
健軍女子高校3年生。大食いでアンパンが好物。「80年代初めの脳みそ」とまで言われるほどのスケバン気質。
大食い勝負を仕掛けるが、アンパンの代わりに自身の乳首を2時間に渡り吸われ続けてしまい、最後は虚ろな目で負けを認めた。初登場は第167話。
佐渡 彩香（さわたり あやか）
健軍女子高校3年生。優子も見惚れるナイスバディと美貌の持ち主で、制服を着ても下着を露出しており、色気を活かした勝負を得意としている。初登場は第168話。
195話ではお腹を壊してトイレを求めて彷徨う羽目になり、歩道橋の前で立ちすくんでいたところ、肛門を親指で押さえつけられ悶絶する。その後もトイレに向かう道中で胸を揉まれ、菊之助の指の下で痙攣する肛門の様子を解説されるという辱めを受ける。途中で指を離そうかと聞かれるも背に腹は変えられず、不本意ながらお願いする形で肛門を触ることを容認してしまった。
林の兵衛（はやしのひょうえ）
順子の師匠で芳香の祖父。三沢家に仕えていた。普段の姿は健女の用務員。初登場は第168話だが、正体が発覚したのは第217話。

### 第18巻
舞田 唯（まいだ ゆい）
風紀委員。生徒を常に監視している。胸は小さめ。
菊之助と親しくするサワリナに言いがかりレベルの難癖をつけ、不純異性交遊で無期停学に追い込もうとする。
すべり台にお尻が引っかかってしまったところを引っ張られた下着が股間に食い込んでしまい、持ち物検査と称して胸を揉まれる。愛液を垂らしながらも反撃に転じ、菊之助の持ち物を検査した。第169話のみの登場。
小原沢 蝶子（おはらざわ ちょうこ）
昆虫研究会所属。菊之助を「カブキくん」と呼ぶ。
クワガタムシを愛しており、賭け昆虫相撲に明け暮れる昆虫研究会を変えるべく、強いクワガタを求めて森に向かう。
倒れた木の下敷きになって気を失った隙にジャージを脱がされて股間に蜂蜜を塗られてしまい、いきり立った菊之助の股間をカブトムシとみなして攻撃するが、逆に反撃されそうになる。初登場は第170話。
山之内 真樹（やまのうち まき）
冬期限定で活動し、夏の間は冬に備えてエネルギーを蓄えているため存在感が薄い。東北訛りで話す。
夏に受けた仕打ちを冬に復讐して回るため、歩く北○○の異名を取る。雪合戦が得意で、両手で固めた雪玉を豊かな胸で次々と弾き飛ばすため恐るべき連射速度を誇る。
夏の恨みを晴らそうと挑むが、雪だるまに閉じ込められた状態で胸を責められて股間が濡れ、そこだけ雪が溶ける。第171話のみの登場。
風野 さやか（かぜの さやか）
四天王の1人。体育部会を指導する無敵教師。初登場は第175話。
火野 ひびき（ひの ひびき）
四天王の1人。文化部会を指導する無敵教師。初登場は第175話。
山野 マロン（やまの マロン）
四天王の1人。生徒会を指導する無敵教師。初登場は第175話。
見た目は教師と思えぬほど幼いが、言葉遣いは年寄りくさく、一人称はわし。度を超えた便秘持ちで3年間溜め込んでいるため、山の如き重さと不動を誇る。
第235話ではサワリナに幽閉された理事長を救うべく、ひびきから地下牢の鍵を手に入れようと色仕掛けを仕掛けるが、興奮したひびきに襲われ、股間を丹念にほぐされた後に肛門を鍵で責められる。
囚人（しゅうじん）
牢獄に幽閉されている男。その正体は林の兵衛の師匠だった。初登場は第176話。
天咲 順子（あまざき じゅんこ）
陸上部。陸上を始めて1年で世界記録を更新するなど凄まじい運動能力を持つ。「天才は100％の才能と0％の努力」が信条。
身体能力こそ高校生離れしているが、精神面はまだ未熟さも見える。菊之助との対決では大勢の前で胸を揉まれ尻を露出させられ、動揺した隙を突かれ敗北した。
187話では遥日に傲慢な態度を咎められ、木馬責めに加えて胸を鞭で打たれる。鞭と三角木馬による股間への刺激に嬌声をあげつつも屈しない態度を示していたが、最終的には遙日に乳首をつままれて絶頂した。後に再登場した際は小山田喜久子に扮した菊之助に電動車いすのホイールの回転で股間を責められて絶頂するなど性的被害は多かった。初登場は第178話。

### 第19巻
藪 響子（やぶ きょうこ）
拳闘部主将。トレーナーが自分を庇って死んで以降、死神の異名をとるほど残虐な戦い方をするようになり、菊之助を反則を辞さないファイトで追い込む。
偶然にもトランクスが下がって下半身が露出し、動きが鈍った隙にパンチで執拗に胸を責められ、さらにクリンチと称して乳首を吸われ、恥辱と快感に耐え切れず屈辱のKO敗けを喫する。第180話のみの登場。
山國三姉妹（やまぐにさんしまい）
上からきり、しずく、こおりの三つ子で、3人ともテニス部主将。大きな三つ編みが右にあるのがしずく、左にあるのがこおり、一人だけ色黒なのがきり。全員語尾に「しゅ」とつける。
しずくとこおりがコンビネーションを生かしたダブルスを得意とする一方、きりは厳しい武者修行を敢行し、シングルスでの強さを極めている。
最初は菊之助とサワリナのコンビでしずくとこおりに挑む。コンビプレーに圧倒され、不利な状況を打開すべく合体してサワリナの乳首を刺激して予測不可能なサーブを打つ作戦に出るが、サワリナが乳首への刺激に耐えられなくなり限界に達して絶頂。代わってきりが菊之助とペアを組んで挑む。
快感中枢がシンクロするという弱点に気づき、きりの胸と尻を丑の刻参りしたところ、3人とも立てなくなるほどのダメージを股間に受ける。その後きりの股間をラケットで持ち上げたところ、しずくとこおりはラケットをかませていないと立てない状態に陥る。最後は強烈なサーブがしずくの股間に直撃、3人とも絶頂に達して試合続行不可能となり終了した。
しずく、こおりが第181話で初登場。きりが第182話で初登場。第234話では小山田喜久子に扮した菊之助に「1人の胸を揉めば3人の胸を揉んだことになる」と、きりが胸を責められて敗北した。
宇佐 はにい（うさ はにい）
水泳部キャプテン。水に濡れても変わらないほど強いカールのサイドの髪が特徴。慢性的な睡眠不足。寝坊して競泳水着を忘れたためスクール水着を着用しているとのことだが、部員全員スクール水着だったり、キャップやゴーグルを着用していなかったりと謎の部分がある。
カナヅチの菊之助の代わりにサワリナと400ｍの水泳勝負をするが、最初のターンで圧倒的な差をつけて勝利を確信し、眠ろうとする。十分な睡眠を取った彼女にサワリナの勝ち目はないと予測した菊之助に睡眠を妨害するため背後から胸を揉まれた後、スクール水着の肩紐を引っ張られ女性器に大きく食い込む。さらに右の乳首を責められる。
今まで交際経験・男性経験はなく、初めての性的な快感で絶頂に達して泳げなくなる。その1時間後にサワリナがゴールして敗北した。初登場は第183話。
中払 ヒサ（なかはらい ヒサ）
サッカー部主将。輝世からLリーグのアビスタ健軍にスカウトされているが、堕落しきったサッカー部を見捨てられずに燻っている。
1回目の戦いでは輝世にボール越しに股間を執拗に責められ絶頂してしまい完敗を喫する。その後1週間セリエＡ養成ガーターでキック力に磨きをかけ、さらに体育館での菊之助との秘密特訓で「女性の急所」を身をもって学び、2回目は輝世を性的に責めあげて勝利する。初登場は第184話。
山下 輝世（やました てるよ）
Lリーグのアビスタ健軍のエース。
ヒサの才能を高く評価し、腐敗したサッカー部を退部させるべくアビスタに誘っている。超光速のキックでかまいたちを発生させるほどの圧倒的な身体能力の持ち主。1回目の戦いでは圧倒的な実力の差を見せてヒサに勝利するが、2回目は菊之助から女性の弱点を学んだヒサに乳首と股間を責められて敗北した。初登場は第184話。
静 遙日（しずか はるひ）
さやかが呼び寄せた体育会の切り札。チアリーダー部兼シスター。深い信仰心と慈悲の心を持ち、彼女の応援は必ず勝利をもたらすとさえ言われている。
しかし、本性は狡猾で、勝利のためなら他者を利用することもいとわない冷徹で嗜虐的な性格の持ち主。運動部との勝負で連戦連勝だった菊之助たちと弱小の卓球部が戦った際に応援に駆けつけ、刺激的な衣装で菊之助を刺激し、下剤を塗っていた両乳首を吸うように仕向け、菊之助が体調を崩したことで卓球部の勝利に寄与したり、五月を人質に取り、ともみに菊之助を倒させようとする。
幼い頃、玄人（バイニン）だった父の借金の形に母共々売られた過去があり、敗北者となることを嫌い、勝つためには手段を選ばない性格となった。手先が不器用。幼い日のトラウマからまごの手が弱点。
ともみの敗北後、爆弾で体育館ごと吹き飛ばしてまで勝利を得ようとするが、あおいの竹刀をまごの手と思い動揺した隙を突かれて形勢逆転される。
降りしきる雨の中で股間を指でかき回された後、右乳首を吸われながら左胸を揉まれ、股間も同時に責められた快感に耐えきれず絶頂に達してしまい、奥歯に仕込んだ爆弾の解除スイッチを押して（噛んで）敗北した。初登場は第186話。
鬼茂 ともみ（おにしげ ともみ）
柔道部主将。あおいに似た性格。遙日の策略で菊之助らと戦うことになる。
たった1人で彩香たちを次々と倒し、サワリナとの対決でも圧倒するが、サワリナの連れてきたタコに胸や股間を責められて悶絶しているところに、偶然も重なったサワリナの絞め技が入ってしまい、嬌声をあげながら失神して敗北した。初登場は第186話。

### 第20巻
鬼茂 五月（おにしげ めい）
ともみの妹。遙日の策略で誘拐される。初登場は186話だが、名前が明らかになったのは第189話。
斉藤 大三元（さいとう だいさんげん）
遙日の父。イカサマ勝負に負け、莫大な借金を遙日と妻に負わせた。第190話のみの登場。
一本木 なのは（いっぽんぎ なのは）
弁論部の再興を目指している。関西弁で話す。狙いがあるのか、定期的にひびきに身体を許している模様で後ろから胸と股間をいじられる描写がある。また、健軍スフィンクスという地域の厄介者を退治する際には乳首を吸われ、股間を刺激されて下着に恥ずかしい匂いを染み込ませられている。初登場は第197話。
奉 仕（たてまつり つかえ）
社会奉仕研究会ことメイド部。奉仕活動の達人。サワリナとどちらが菊之助を満足させられるかという勝負において豊かな胸を活かした奉仕を行い、最後は飲み物を胸の谷間に注ぎ、両胸を鷲掴みされながらそれを飲まれるなど、勝負を有利に運んだが、最後は菊之助が上手く言いくるめてサワリナの勝利となった。初登場は第197話。

### 第21巻
秋葉原 おにゃる（あきはばら おにゃる）
漫画研究会。名前はペンネーム。文化祭では長蛇の列が出来るほどの人気を誇る超有名同人作家。
彼女の漫画を読んだ者は、漫画の登場人物になりきってしまうほどの影響力を持つが、菊之助には通用せず、「閉じた世界へ向けられた漫画」と断じられる。
衆人環視の中、世界中の見知らぬ読者と闘うための心得を説こうとする彼に胸と乳首を責められた後、下着を脱がされ尻を突き出した姿勢を取らされる。その状態で露出した尻を大きく開かれ、そのまま『闘魂』の文字を陰茎で尻に書かれる。その時の様子は性行為そのもの。その後尻を晒したまま、世界を制することを誓った。初登場は第199話。
深川 伸子（ふかがわ のぶこ）
ESS顧問。かなりの美人で、文化祭での特別授業に他校生も殺到するほどの人気を誇るが、原因不明で喋れなくなってしまっていた。
菊之助の策略で衣服の中に大量の携帯電話を突っ込まれ、一斉に鳴らされたバイブレーションの快感で声を取り戻す。
喋れなくなっていたのは、不真面目な部員への不満を押し殺していたためだった。第200話のみの登場。
ピッコリ
チャットにハマる男。ハゲをカツラで隠している。第202話のみの登場。
沖田（おきた）
人形劇部部長。3年生。姫子との別れが近づいていることを悲しむ。第203話のみの登場。
姫子（ひめこ）
人形劇部。1年生。第203話のみの登場。
白銀（しろがね）
将棋部部長。脱衣将棋不敗記録では不敗の実力を持つが、不眠不休が祟り敗れた。第204話のみの登場。
有明 つばめ（ありあけ つばめ）
地下鉄研究会。地下にいたため争いとは無縁だった。初登場は第205話。恥辱に耐えてNゲージに扮するサワリナの姿に感銘を受けていた。
白幡 芙美子（しらはた ふみこ）
15年前にひびきが告白した女性。文化王に憧れを持っており彼の告白を断った。第206話のみの登場。

### 第22巻
坂田 源五郎丸（さかた げんごろうまる）
健軍スフィンクスと呼ばれる農夫。田畑を荒らす健女の生徒に憤り、自身の出すなぞなぞに答えられなければパンティを奪うという強行に走るようになった。
菊之助やひびきと共に討伐に赴いたなのはから1000枚目のメモリアルパンツを奪おうとする。その際に乳首を吸い、股間を刺激して恥ずかしい匂いを染み込ませ、自身の一物をなのはの股間や口に押し当てて責めるが、「腐ったしめじ」と断じられ、ショックのあまり敗北する。第210話のみの登場。
柚（ゆず）、その父
鹿児島で団子屋をやっている。鹿児島訛りで話す。第211話のみの登場。
天獄院 順子（てんごくいん じゅんこ）
健女の生徒会長。他を圧倒する実力の持ち主。初登場は第212話。菊子にパンツを盗み取られる以外は性的被害は無かった。
陳 芳香（ちん よしか）
順子の参謀。初登場は第212話。
実は林の兵衛の孫娘であり本作の実質的な最終ボス。終盤では秘薬（媚薬）で健軍の生徒たちを苦しめた。敗北した順子を足蹴にするなど本性を現し、校舎に仕掛けた爆弾で脅しつける。しかし自分が脱出する前に起爆しそうになってもカウントが止まらず、祖父から捨て駒にされたことを悟ってショックを受ける。後者の一部が崩壊した際にかろうじて生存するも、衣服がボロボロの状態で残骸にぶら下がるという醜態を曝す。そこを菊之助から秘薬の解毒剤を全身に塗られ、その後解毒剤を求める黒髪、健軍の生徒たちから身体中を舐められるという制裁を受ける。最後は自分が快楽によって身も心も降伏（改心？）した。
岩辺 徳子（いわべ のりこ）
報道部。仲間の謎の失踪を追っている。芳香に緊縛され、バター犬で責められる。その際女性器が明らかに丸見えだが、光の加減で隠れている。第214話のみの登場。
沢村 翔（さわむら しょう）
報道部。突然徳子の前に現れる。第214話のみの登場。
原迫 舞夢（はらさこ まいむ）
フォークダンス部。オクラホマミキサーを聞くと踊らずにはいられないとのこと。
ダンスの最中、菊之助からブルマ越しに股間を擦りあげられ姿勢が崩れた所を後ろから両胸を鷲掴まれ絶頂した。味を占めた菊之助は他の女子生徒数名（描写されているだけでも最低6人）も同様に責め上げ絶頂させた。第216話のみの登場。
警備の生徒
サワリナを警備する2人の女子生徒。1人は失神している様子しか描かれていないが、もう1人は乳首を吸われながら反対の胸を鷲掴みにされ失神するほど責められている。

### 第25巻
ブルー・シールズ
ニューヨークにあるクリスタルハイスクール自警団の団長。そばかすがあるが、あおいに似た容姿をしている。
女子更衣室を覗いていた菊之助を発見して銃をつきつけるが逆に身ぐるみを剥がされ、一物を見せつけられて錯乱し銃を乱射してニュースになる。最終話のみの登場。
大和 大地（やまと だいち）
菊之助が黒髪学園の前にいた学校の男子生徒。硬派な性格。番外編②のみの登場。
七尾 美久（ななお みく）
大和と同じ学校の女子生徒でアメリカにテニス留学していたが、実力が伴わず帰国。その後再び留学する。番外編②のみの登場。
栗林 秀樹（くりばやし ひでき）
くるみが通っていた学校の風紀委員長。番外編③のみの登場。
黒鉄 忍（くろがね しのぶ）
くるみが通っていた学校の生活指導。くるみに性的な指導をしたことで逮捕される。番外編③のみの登場。
藤井 菊右衛門（ふじい きくえもん）
歌舞伎役者。菊之助と瓜二つの容姿をしており、彼の祖父と目されている。
金髪美女とねんごろになりたいがために開国論を唱え、倒幕派の広告塔として祭り上げられているため、新撰組から国賊として目をつけられている。
タイムスリップして菊之助と体が入れ替わってしまったあおいが、土方と沖田に彼と間違えられる。番外編④のみの登場。
近藤 勇（こんどう いさみ）
新撰組局長。あおいに瓜二つの容姿をしている。本物の菊右衛門にナンパされていたため、池田屋事件に間に合わなかった。
タイムスリップしてあおいと体が入れ替わってしまった菊之助が、土方と沖田から彼女と間違われる。番外編④のみの登場。
土方 歳三（ひじかた としぞう）
新撰組副長。五十鈴と瓜二つの容姿をしている。
菊之助と入れ替わったあおいを菊右衛門と間違えて斬りかかるが、もつれてのしかかり、股間を舐められる。番外編④のみの登場。
沖田 総司（おきた そうし）
新撰組一番隊隊長。美奈子と瓜二つの容姿をしている。
菊之助と入れ替わったあおいを菊右衛門と間違えて斬りかかるが、もつれて菊之助（あおい）の名刀を咥え込む。番外編④のみの登場。

### オヤマ!キクノスケさん
キクノスケ
今作の主人公。黒髪歌劇団の男役。180cmと長身。黒髪歌劇団に伝わる、男性器をイメージして相手に触れる奥義・ゴッドファーザーを使用できる。好物はラーメン。
ホップ
黒髪歌劇団の団員。元々男役だったが、キクノスケのゴッドファーザーで絶頂し、その後娘役に転向する。
バブ
黒髪歌劇団の男役。普段の生活から男らしくを心掛けている。
極楽 葦人（ごくらく あしと）
18歳の若手実業家。五十鈴の婚約者であり、河原グループの次期当主。
小町 ユカ（こまち ユカ）
黒髪歌劇団の演出家。
湊
仕立屋。キクノスケに手コキされて射精した。
マーガレット
黒髪歌劇団の娘役。天野芽美の娘で本名はウメコ。大樹に黒髪歌劇団を辞めるように迫られている。
大樹（だいき）
マーガレットの彼氏。トラックドライバー。
ジャック
黒髪歌劇団のトップ。小心者でセリフを忘れるなど史上最低のトップと言われていた。就寝中部屋に侵入した菊之助に肛門を舐め尽くされた後貝を開けられて潮を吹いた。
サワリん
黒髪歌劇団の娘役。本名は矢沢凜。サワンナとは双子で姉。容姿はサワリナに瓜二つ。感受性が強い。
サワンナ
黒髪歌劇団のエースで次期トップの有力候補。サワリんとは双子で妹。容姿はサワルナに瓜二つ。

## 書籍
- 瀬口たかひろ著・『オヤマ! 菊之助』（秋田書店・少年チャンピオンコミックス）

1. 1996年12月1日初版発行 ISBN 4-253-04503-0
表紙：藤井菊之助、時巻あおい
2. 1997年2月15日初版発行 ISBN 4-253-04504-9
表紙：藤井菊之助、河原五十鈴
3. 1997年3月31日初版発行 ISBN 4-253-04505-7
表紙：藤井菊之助、竜南武蔵、弓削さくら
4. 1997年6月30日初版発行 ISBN 4-253-04506-5
表紙：藤井菊之助、田原綾乃
5. 1997年10月5日初版発行 ISBN 4-253-04507-3
表紙：藤井菊之助、二条院みかん
6. 1997年12月15日初版発行 ISBN 4-253-04508-1
表紙：藤井菊之助、苺谷桃子
7. 1998年2月10日初版発行 ISBN 4-253-04509-X
表紙：藤井菊之助、虹徹子

## ドラマCD
1997年9月26日にキングレコードより発売された。
声の出演
- 藤井菊之助：日髙のり子
- 時巻あおい：三石琴乃
- 河原五十鈴：川上とも子
- 時巻くるみ：松井菜桜子
- 天野芽美：かないみか
- 水前寺そら：大谷育江